# Space Jam: A New Legacy
Space Jam: A New Legacy ist ein Animations-Fantasyfilm unter Regie von Malcolm D. Lee und Fortsetzung von Space Jam. Die Hauptrolle wird vom Basketballspieler LeBron James gespielt. Als Antagonist tritt Don Cheadle auf. James ist auch als Produzent neben Ryan Coogler tätig, der das Drehbuch zusammen mit Sev Ohanian geschrieben hat. Der Kinostart von Space Jam: A New Legacy in den USA und Kanada war von Warner Bros. Pictures für den 16. Juli 2021 angesetzt, zeitgleich mit dem Start beim Video-on-Demand-Anbieter HBO Max. Im deutschsprachigen Raum erschien der Film in Kinos einen Tag früher.
Die Gespräche über eine Fortsetzung von Space Jam begannen nach der Veröffentlichung des ersten Films, brachen aber schließlich zusammen. Mehrere mögliche Ableger, die sich auf andere Athleten wie Jeff Gordon, Tiger Woods und Tony Hawk konzentrierten, wurden ebenfalls diskutiert, kamen aber nie zum Tragen. Eine von LeBron James geführte Fortsetzung wurde 2014 offiziell angekündigt, und die Dreharbeiten begannen unter Terence Nance im Juni 2019 in der Nähe von Los Angeles. Mehrere Wochen nach den Dreharbeiten verließ Nance das Projekt und Malcolm D. Lee wurde angeheuert, um ihn zu ersetzen.

## Handlung
1998: Der junge LeBron James wird von seiner Mutter zu einem Jugendligaspiel gebracht. Da er aber lieber mit dem Game Boy seines Freundes Malik spielt, muss sein Trainer ihn dazu überreden, am Spiel teilzunehmen. Jedoch verpatzt James einen Buzzer Beater und bekommt dafür eine Standpauke von seinem Trainer, woraufhin er Maliks Game Boy wegwirft.
In der Gegenwart führt James gemeinsam mit seiner Frau und seinen drei Söhnen ein glückliches Leben. Sein Sohn Dom hat ein eigenes Videospiel entwickelt. Als er dies seinem Vater vorzeigt, führt ein Glitch jedoch dazu, dass sein Avatar gelöscht wird. Später erhalten James und Dom eine Einladung in die Warner Bros. Studios in Burbank (Los Angeles County), wo Dom sein Interesse für das Programm Warner 3000 entdeckt. Jedoch werden er und sein Vater von Al G. Rhythm, der nach Anerkennung in der Welt strebt, in das Warner Bros. Serververse gelockt. Rhythm erklärt James, dass dieser ein Basketballspiel gewinnen muss, um aus der Welt wieder herauszukommen. Daraufhin landet James im Looney Tunes-Universum, wo er eine Stadt vorfindet, die allerdings leer ist. Plötzlich taucht Bugs Bunny auf und erklärt James, dass die anderen Looney Tunes-Charaktere in anderen Welten gefangen sind. Zusammen mit Bugs Bunny reist James in diese Welten und gemeinsam holen sie die anderen Looney Tunes-Charaktere dort ab, um ein Basketballteam zu bilden und Rhythm zu besiegen.
Währenddessen wird Dom von Rhythm in Basketball ausgebildet, der dies als Chance sieht, sich gegen James zu behaupten. Dieser bringt den Tune Squad die Grundlagen von Basketball bei. Es findet das entscheidende Basketballspiel statt, bei dem die Tune Squad gegen die aus Avataren von Basketballspielern bestehenden und von Dom angeführte Goon Squad antreten. Alle Menschen, darunter auch James’ Familie werden in das Spiel hineingezogen. In der ersten Halbzeit schafft es die Goon Squad mit Hilfe betrügerischer Methoden jedoch, viele Punkte zu erzielen. James bemerkt daraufhin seinen Fehler, woraufhin Bugs Bunny sich eine neue Strategie ausdenkt: Er will das Spiel mit Hilfe von Cartoon-Technik gewinnen. Die Tune Squad schafft es mit dieser Technik, viele Punkte zu erzielen. Während eines Time-Outs verzeiht James seinem Sohn Dom, der die Entschuldigung annimmt und auf die Seite der Tunes Squad wechselt. Mit Hilfe seines Sohnes gelingt es James schließlich, das Spiel zu gewinnen, woraufhin Rhythm gelöscht wird, und alle Personen, darunter auch die Looney Tunes-Charaktere, wieder zurück in ihre Welt gelangen.
Eine Woche später besucht Dom gemeinsam mit seinem Vater die E3-Spielemesse. Kurz darauf trifft er Bugs Bunny wieder, der ihm erklärt, dass auch die anderen Looney Tunes-Charaktere in die Welt der Menschen teleportiert wurden.

## Entstehung

### Entwicklung
Eine Fortsetzung von Space Jam war bereits 1997 geplant. Zu Beginn der Entwicklung sollte Space Jam: A New Legacy einen neuen Basketball-Wettbewerb, zwischen den Looney Tunes und einem neuen Bösewicht namens Berserk-O! beinhalten. Der Künstler Bob Camp wurde mit der Gestaltung von Berserk-O! und seinen Handlangern beauftragt. Joe Pytka wäre als Regisseur zurückgekehrt. Allerdings stimmte Michael Jordan nicht zu, in einer Fortsetzung mitzuwirken. Laut Camp log ein Produzent Designkünstler an, indem er behauptete, Jordan habe sich zu einer Fortsetzung verpflichtet, um die Entwicklung aufrechtzuerhalten. Warner Bros. stornierte schließlich die Pläne für Space Jam: A New Legacy.
Eine potentielle Fortsetzung sollte Spy Jam heißen, mit Jackie Chan in der Hauptrolle. Das Studio plante auch einen Film mit dem Titel Race Jam, in dem Rennfahrer Jeff Gordon die Hauptrolle gespielt hätte. Zusätzlich enthüllte Pytka, dass nach dem Erfolg des ersten Films eine Geschichte für eine Fortsetzung vorgeschlagen worden war, in der der professionelle Golfer Tiger Woods als Hauptakteur eingeplant war und Michael Jordan eine kleinere Rolle gespielt hätte. Der Produzent Ivan Reitman sprach sich Berichten zufolge für einen Film aus, in dem Jordan erneut die Hauptrolle spielen sollte. Die Folgefilme wurden schließlich zugunsten von Looney Tunes: Back in Action (2003) abgesagt. Ein Film mit dem Titel Skate Jam befand sich in der frühen Entwicklung mit dem Skateboarder Tony Hawk in der Hauptrolle. Es war geplant, die Produktion unmittelbar nach der Veröffentlichung von Looney Tunes: Back in Action aufzunehmen, wurde aber angesichts der schlechten finanziellen Aufnahme des Films trotz verbesserter kritischer Rezeption abgesagt.

### Wiederaufnahme
Im Februar 2014 kündigte Warner Bros. offiziell die Arbeit an einer Fortsetzung an, in der LeBron James zu sehen sein wird. Charlie Ebersol sollte produzieren, während Willie Ebersol das Drehbuch schrieb. Im Mai desselben Jahres wurde James zitiert, als er sagte: „Ich habe Space Jam schon immer geliebt. Es war einer meiner Lieblingsfilme, als ich klein war.“ Im Juli 2015 unterzeichneten James und sein Filmstudio SpringHill Entertainment einen Vertrag mit Warner Bros. für Fernseh-, Film- und digitale Inhalte, nachdem er positive Bewertungen für seine Rolle in Dating Queen erhalten hatte. Bis 2016 unterschrieb Justin Lin das Projekt als Regisseur und Co-Drehbuchautor mit Andrew Dodge und Alfredo Botello. Im November 2016 wurde ein Teaser-Trailer in Form einer Nike-Werbung auf Twitter unter #MonstarsBack veröffentlicht. Später im Dezember erschienen Bugs Bunny und die Monstars in einem Foot Locker Werbespot mit Blake Griffin und Jimmy Butler. Im August 2018 verließ Lin das Projekt und Terence Nance wurde mit der Regie des Films beauftragt. Im September 2018 wurde Ryan Coogler als Produzent für den Film angekündigt. SpringHill Entertainment veröffentlichte ein Werbebild, in dem der Film offiziell angekündigt wurde. Der Produktionsbeginn wurde für 2019 während der Sommerpause der NBA angesetzt. Die Dreharbeiten fanden in Kalifornien statt. Vor der Produktion erhielt der Film 21,8 Millionen Dollar an Steuergutschriften als Ergebnis eines neuen Steuerprogramms des kalifornischen Staates.
Sonequa Martin-Green wurde als James’ Frau Shelby besetzt. Zudem spielten Diana Taurasi, Nneka Ogwumike, Damian Lillard und Chiney Ogwumike sich selbst. Eric Bauza übernahm erneut die Stimmen von Bugs Bunny und Daffy Duck.
Die Aufnahmen zum Film begannen am 25. Juni 2019. Am 16. Juli 2019 wurde bekannt gegeben, dass Nance das Projekt verlässt, weil er und „das Studio/Produzenten unterschiedliche Ansichten über die kreative Vision von Space Jam: A New Legacy hatten“ und dass Malcolm D. Lee als sein Ersatz dienen würde.

## Besetzung
Die deutsche Synchronisation entstand im Auftrag der Interopa Film GmbH in Berlin. Sven Hasper schrieb das Dialogbuch und führte die Dialogregie.
| Figur                      | Darsteller             | Deutscher Sprecher            |
| -------------------------- | ---------------------- | ----------------------------- |
| LeBron James               | LeBron James           | Björn Schalla                 |
| Al G. Rhythm               | Don Cheadle            | Dietmar Wunder                |
| Dom James                  | Cedric Joe             | Moritz Hübscher               |
| Malik                      | Khris Davis            | Sebastian Kluckert            |
| Shelby James               | Sonequa Martin-Green   | Nurcan Özdemir                |
| Darius James               | Ceyair J Wright        | Elias Kunze                   |
| Xosha James                | Harper Leigh Alexander |                               |
| Shanice James              | Xosha Roquemore        |                               |
| Bugs Bunny                 | Jeff Bergman           | Sven Plate                    |
| Sylvester                  | Jeff Bergman           | Michael Pan                   |
| Yosemite Sam               | Jeff Bergman           | Tilo Schmitz                  |
| Fred Flintstone            | Jeff Bergman           |                               |
| Yogi Bär                   | Jeff Bergman           |                               |
| Lola Bunny                 | Zendaya                | Palina Rojinski               |
| Speedy Gonzales            | Gabriel Iglesias       | Marius Clarén                 |
| Daffy Duck                 | Eric Bauza             | Gerald Schaale                |
| Schweinchen Dick           | Eric Bauza             | Santiago Ziesmer              |
| Foghorn Leghorn            | Eric Bauza             | Horst Lampe                   |
| Elmer Fudd                 | Eric Bauza             | Rainer Doering                |
| Marvin der Marsmensch      | Eric Bauza             | Martin Schubach               |
| Granny                     | Candi Milo             | Luise Lunow                   |
| Tweety                     | Bob Bergen             | Tanja Geke                    |
| Taz                        | Fred Tatasciore        |                               |
| Wonder Woman               | Rosario Dawson         | Sanam Afrashteh               |
| Rick & Morty               | Justin Roiland         | Kai Taschner Tim Schwarzmaier |
| Zeichentrickfiguren kursiv |                        |                               |

## Unterschied zum ersten Film
Im ersten Film bleiben die Menschen dreidimensional, wenn sie ins Looney-Tunes-Land kommen, während sie hier animiert werden. Noch dazu gibt es im ersten Film nur die Looney Tunes zu sehen, während sie sich in diesem Film ein Universum mit anderen animierten Figuren des Warner Brothers Universum teilen, wie etwa mit Wonder Woman.

## Einspielergebnis
Die weltweiten Einnahmen belaufen sich auf rund 163,7 Millionen US-Dollar.

## Belege
1. ↑   Freigabebescheinigung für Space Jam: A New Legacy. Freiwillige Selbstkontrolle der Filmwirtschaft (PDF; Prüfnummer: 207207/K).
2. ↑  Alterskennzeichnung für Space Jam: A New Legacy. Jugendmedienkommission.
3. ↑  Starttermine Deutschland. In: insidekino.com, abgerufen am 25. Mai 2021.
4. ↑  Artist Bob Camp recalls the ill-fated „Space Jam 2“. Animated Views, 30. November 2012, abgerufen am 18. Juni 2014.
5. ↑  “Space Jam” Director Reveals Spike Lee Almost Wrote the Film, Scrapped Tiger Woods Sequel. In: Mr. Wavvy. 15. November 2016, archiviert vom Original am 16. Februar 2017; abgerufen am 30. Juli 2019.  Info: Der Archivlink wurde automatisch eingesetzt und noch nicht geprüft. Bitte prüfe Original- und Archivlink gemäß Anleitung und entferne dann diesen Hinweis.
6. ↑  The Space Jam 2 You Never Saw Almost Featured Tiger Woods. Abgerufen am 4. Juni 2017.
7. ↑  Ivan Reitman confirms Twins sequel still in the works with Eddie Murphy. In: consequenceofsound.net. 23. November 2016.
8. ↑  https://twitter.com/tonyhawk/status/1081641577078874112/photo/1
9. ↑  Anita Busch: Ebersols Aboard To Produce And Script Warner Bros’ ‘Space Jam 2′ As A Starring Vehicle For LeBron James. Deadline, 21. Februar 2014, abgerufen am 21. Februar 2014.
10. ↑  Space Jam 2 Rumors: NBA MVPs Rumored To Clash As LeBron James And Kevin Durant To Star In Sequel! KD To Tune Squad And LBJ To Monstars? KDrama Stars, 16. Mai 2014, abgerufen am 29. Mai 2014.
11. ↑  LeBron James signs with Warner Bros., stokes rumors of ‘Space Jam’ sequel. In: Los Angeles Times. 22. Juli 2015, abgerufen am 22. Juli 2015.
12. ↑  LeBron James: I’ll help pay for hundreds of kids to go to college. In: TODAY.com.
13. ↑  Dave Trumbore: LeBron James Hopeful for ‘Great Things’ in ‘Space Jam 2′. Collider, 14. August 2015.
14. ↑  Rebecca Ford: Justin Lin Circling ‘Space Jam’ Sequel Starring LeBron James (Exclusive). In: The Hollywood Reporter. 2. Mai 2016, abgerufen am 3. Mai 2016.
15. ↑  And you thought this was over… #MonstarsBack –The Monstars. In: Twitter. 15. November 2016, abgerufen am 15. November 2016.
16. ↑  Space Jam Commercial. In: ComingSoon.Net. 1. Dezember 2016, abgerufen am 1. Dezember 2016.
17. ↑  Foot Locker ad brings back Bugs Bunny. In: Cartoon Brew. 1. Dezember 2016, abgerufen am 1. Dezember 2016.
18. ↑  Umberto Gonzalez: ‘Space Jam 2’: Terence Nance in Advanced Talks to Direct Lebron James (Exclusive). In: The Wrap. 3. August 2018, abgerufen am 5. August 2018.
19. ↑   SpringHill Ent. on Twitter In: Twitter. Abgerufen am 19. September 2018 (englisch).
20. ↑  Marisa Guthrie: LeBron James Sets ‘Black Panther’s’ Ryan Coogler to Produce ‘Space Jam’ Sequel (Exclusive). The Hollywood Reporter, 19. September 2018, abgerufen am 19. September 2018.
21. ↑   LeBron James’ ‘Space Jam 2’ to Film in California In: The Hollywood Reporter. Abgerufen am 20. November 2018 (englisch).
22. ↑  Dave McNary:  LeBron James’ ‘Space Jam 2’ Set to Film in California In: Variety, 19. November 2018. Abgerufen am 20. November 2018 (amerikanisches Englisch).
23. ↑   Space Jam 2 Will Shoot in California In: MovieWeb, 19. November 2018. Abgerufen am 20. November 2018 (amerikanisches Englisch).
24. ↑   ‘Space Jam 2’ with LeBron James is actually happening In: SBNation.com. Abgerufen am 20. November 2018
25. ↑  Dominic Patten:  LeBron James’ ‘Space Jam 2,’ Dual Janis Joplin Pics & More Snag CA Tax Credits In: Deadline, 19. November 2018. Abgerufen am 20. November 2018 (amerikanisches Englisch).
26. ↑   ‘Space Jam 2’ Among Projects to Receive California Tax Credits In: TheWrap, 19. November 2018. Abgerufen am 20. November 2018 (amerikanisches Englisch).
27. ↑  David Ng: ‘Space Jam 2,’ starring LeBron James, to receive $21.8-million tax break to shoot in California. In: latimes.com. Abgerufen am 20. November 2018.
28. ↑  Sonequa Martin-Green joins LeBron James in Space Jam 2. In: ComingSoon.net. 27. März 2019, abgerufen am 26. Juni 2019.
29. ↑  Space Jam 2 reportedly finds NBA, WNBA stars to join LeBron James. In: ComingSoon.net. 21. Juni 2019, abgerufen am 26. Juni 2019.
30. ↑  Josh Weiss:  Development: Space Jam 2 to film on West Coast; Mr. Mercedes driving toward Season 3; more (Memento des Originals vom 20. November 2018 im Internet Archive) In: SYFY WIRE, 19. November 2018. Abgerufen am 20. November 2018 (englisch).  Info: Der Archivlink wurde automatisch eingesetzt und noch nicht geprüft. Bitte prüfe Original- und Archivlink gemäß Anleitung und entferne dann diesen Hinweis.
31. ↑  Space Jam 2: Lebron James Confirms Start of Production. 25. Juni 2019, abgerufen am 30. Juli 2019 (amerikanisches Englisch).
32. ↑  Anthony D’Alessandro: Malcolm D. Lee Takes Over As Director On ‘Space Jam 2’. In: Deadline. 16. Juli 2019, abgerufen am 30. Juli 2019 (englisch).
33. ↑  Space Jam: A New Legacy in der Deutschen Synchronkartei
34. ↑  Larry Swanson: Space Jam 2 Clip Adds Bugs and LeBron to Superman: The Animated Series. 8. Juli 2021, abgerufen am 4. August 2025 (englisch).
35. ↑  Space Jam: A New Legacy. In: Box Office Mojo. Abgerufen am 22. Juli 2022.